# Língua tutchone
Tutchone é uma língua  Atabascana falada no território de Yukon, Canadá. Apresenta duas variedades básicas que são por vezes consideradas com línguas separadas: Meridional e Setentrional.
A forma Meridional é falada nas comunidades Yukon de Aishihik, Burwash Landing, Champagne, Haines Junction, Kloo Lak, Klukshu, Lake Laberge e Whitehorse..
A forma Setentrional é falada nas comunidades Yukon de Mayo, Pelly Crossing, Stewart Crossing, Carmacks e Beaver Creek.

## Falantes
São cerca de 2.500 os Tutchones étnicos.(1.100 Setentrionais e 1.400 Meridionais, dados de 2007. Desse total somente cerca de 350 falam o Tuchone, a qual é uma língua ameaçada de extinção.

## Dialetos
Meridional (Dän kʼè)
- Aishihik
- Tàaʼan
- Klukshu
- Kluane

Setentrional (Dän kʼí)
- Big Salmon
- Pelly Crossing
- Mayo
- White River

## Vocabulário
Comparação de palavras nas 2 línguas.
| Setentrional  | Meridional   | significado     |
| łu ¹ ~ łyok ² | łu           | peixe           |
| łígī          | łä̀chʼi       | um              |
| łä́ki          | łä̀ki         | dois            |
| tadechʼi      | tayke        | três            |
| łénínchʼi     | dùkʼwän      | quatro          |
| hulákʼo       | kä̀jän        | cinco           |
| èkúm          | ä́kų̀          | minha casa      |
| ninkúm        | nkų̀          | tua casa        |
| ukúm          | ukų̀          | casa dele(a)    |
| dàkúm         | dákų̀         | nossa casa      |
| dàkúm         | dákų̀         | casa de vocês   |
| huukúm        | kwäkų̀ / kukų̀ | casa deles (as) |

¹ Dialeto Big Salmon ² Dialeto Pelly Crossing

## Uso e revitalização
A canção "Etsi Shon" (canção do avô) de Jerry Alfred, com letra em Tutchone Setentrional ganhou o  Juno (prêmio) em 1996 na categoria “Álbum Abórigene do Ano”.
Há classes de língua Tuchtone em 8 escolas de Whitehorse, Haines Junction e Kluane Lake desde o início dos anos 80.
Em 2009, classes de jardim de infância de Haines Junction começaram a ensinar Tuchtone Meridional num programa bi-cultural.

## Escrita
As variantes Setentrional e Meridional do Tutchone usam o alfabeto latino sem as consoantes F, P, R, S, V, X; Apresentam 16 formas vogais (Setentrional) e 19 formas (Meridional). As formas consoantes são 40 cada uma das as formas.

## Amostra de texto
Nä̀sghèy’ish hanay né’į män ke nàdhät.
Português
Nèshghèy'ikh vê um  "bull mouse" em posição dentro da água.